# SC Ferlach
Der SC Ferlach ist ein österreichischer Sportverein aus Ferlach in Kärnten. Die erfolgreichste Sektion ist die Handballabteilung, die derzeit, sowohl beiden Damen (Women Handball Austria), als auch bei den Männern (Handball Liga Austria), in der höchsten Spielklasse in Österreich, spielt.
Der SC Ferlach wurde 1963 mit der Sektion Badminton gegründet. Im Jahr darauf entstand die Sektion Handball, weitere Sektionen sind Karate, Volleyball und Basketball.

## Handball
Die Sektion Handball wurde im August 1964 gegründet. Bis 1973 wurde Kleinfeldhandball am Rasen gespielt, ehe auf einen Asphaltplatz übersiedelt wurde. 1975 nahm der SC Ferlach erstmals an einer Hallenhandball-Meisterschaft teil. 1979 wurde die Ballsporthalle Ferlach erbaut; ab diesem Zeitpunkt war das die Heimat der Teams. 1985 qualifizierte sich die Männermannschaft erstmals für die Handball Bundesliga Austria, konnte sich dort allerdings nicht etablieren und stieg bereits zwei Jahre später wieder ab.
In der Saison 2000/01 nahm erstmals ein Frauenteam an der zweithöchsten Spielklasse teil, konnte die Klasse aber ebenfalls nicht halten. 2002/03 schafften die Männer erneut den Sprung in die HBA. 2013/14 nahm die Mannschaft des SC Ferlach, das erste Mal in der Clubgeschichte, an der Handball Liga Austria teil. Für den Klassenerhalt wurde unter anderem der Nationalteam-Spieler Fabian Posch verpflichtet. Außerdem kam das Team im ÖHB-Cup bis ins Halbfinale. Nachdem man die Abstiegsspiel-Serie 2:0 gegen die HSG Bärnbach/Köflach verloren hatte, stieg die Mannschaft wieder ab. 2014/15 konnte der SC den Grunddurchgang auf dem ersten Platz beenden. Nachdem die Ferlacher die obere Platzierungsrunde auf dem Dritten Rang abgeschlossen hatten, trafen sie im Halbfinale auf den UHC Hollabrunn, scheiterten im Ligafinale allerdings am HC Bruck. 2015/16 belegte der SC Ferlach im Grunddurchgang den vierten Platz. In der Platzierungsrunde wurde der dritte Rang erreicht, dadurch traten die Ferlacher im Halbfinale gegen Union St. Pölten an. Die Niederösterreicher konnten in zwei Spielen geschlagen werden, damit stand das Team im Finale um den Aufstieg. Dort konnte die HSG Graz in der Best of three Serie 2:1 geschlagen werden. Seit 2016/17 läuft der SC Ferlach wieder in der Handball Liga Austria auf.
Die Damen des SC Ferlach erreichten unter dem Sponsor Witasek in der WHA dreimal das Halbfinale, ein Finaleinzug gelang nicht. Die Mannschaft verfügte in der Regel nur über einen kleinen Kader. Am Ende der Saison 2023/24 beendeten drei Spielerinnen ihre Karriere, zusätzlich gab es viele Abgänge, die in keiner Weise zu kompensieren waren. Der Verein entschloss sich, die Damenmannschaft aus der WHA zurückzuziehen und auch nicht in der Challenge (= zweithöchste Spielklasse) anzutreten.

## HLA-Meisterliga Kader 2024/25
| Nr. | Name                  | Nationalität | Position        | im Team seit | Letzter Verein                 |
| --- | --------------------- | ------------ | --------------- | ------------ | ------------------------------ |
| 1   | Benjamin Grelier      | Franzose     | Tor             | 2024         | Jugend                         |
| 33  | Florian Strießnig     | Österreicher | Tor             | 2014         | --                             |
| 96  | Michal Martin Konečný | Slowake      | Tor             | 2022         | BM Puente Genil                |
| 6   | Leander Krobath       | Österreicher | Rückraum Links  | --           | --                             |
| 8   | Simon Knapp           | Österreicher | Rückraum Links  | --           | --                             |
| 9   | Nico Sager            | Österreicher | Außenspieler    | 2020         | --                             |
| 10  | Toni Perkušić         | Kroate       | Rechtsaußen     | 2024         | HSG Bärnbach/Köflach           |
| 13  | Ali Rakipov Smakaj    | Slovene      | Links Außen     | 2024         | --                             |
| 14  | Matthias Rath         | Österreicher | Rechts Außen    | --           | --                             |
| 19  | Luca Ebner            | Österreicher | Kreis           | 2024         | --                             |
| 21  | Niklas Gschwenter     | Österreicher | Rückraum Mitte  | 2024         | --                             |
| 24  | Mladan Jovanovic      | Österreicher | Rückraum Mitte  | 2019         | HC Bruck                       |
| 25  | Florian Ploner        | Österreicher | Links Außen     | 2018         | HIB Graz                       |
| 27  | Luka Pernovcek        | Slovene      | Rechts Außen    | 2024         | MRK Laibach                    |
| 35  | Jura Egon Juranic     | Kroate       | Rückraum Links  | 2023         | MRK Cakovec                    |
| 50  | Adonis Gonzalez       | Österreicher | Rückraum Mitte  | 2016         | Handballclub Fivers Margareten |
| 57  | Patrik Leban          | Slovene      | Rückraum Mitte  | 2022         | HC Erlangen                    |
| 77  | Rudolf Bobas          | Kroate       | Rückraum Rechts | 2023         | UHK Krems                      |
| 81  | Adrian Milićević      | Kroate       | Kreis           | 2021         | RK Maribor Branik              |

| Zugänge 2024/25 - Toni Perkušić (HSG Bärnbach/Köflach) - Luka Pernovcek (MRK Laibach) - Blaz Nosan (RD Rico Ribnica) | Abgänge 2024/25 - Jure Kocbek (unbekannt) - Hari Pavlov (UHC Hollabrunn) |

| Zugänge 2025/26 - Stefan Wuzella (SG Flensburg-Handewitt-Jugend) - Gasper Dobaj (RD Ribnica) | Abgänge 2025/26 - Nico Sager (Alpla HC Hard) - Jura Egon Juranic (HSG Graz) |

## Bekannte ehemalige Spieler
- Risto Arnaudovski (2015–2017)
- Fabian Posch (2013–2014)
- Marian Klopcic (–2009)